# 圣赫勒拿橄榄
聖赫勒拿橄欖（學名：Nesiota elliptica）是鼠李科一種已滅絕的有花植物。它們是南大西洋聖赫勒拿島的特有種。雖然它們名叫橄欖，但卻與之沒有關係。野外最後一株於1994年枯萎，而培植的最後一株也於2003年死亡。

## 外部連結
- ARKive